# 2ТЭ25А
2ТЭ25А «Витязь» (2-секционный тепловоз с электропередачей, 25-я серия, асинхронный) — российский магистральный грузовой двухсекционный тепловоз с шестиосными секциями и электрической передачей переменного тока c асинхронными тяговыми электродвигателями, выпускаемый на Брянском машиностроительном заводе.
Первый опытный тепловоз был построен в 2006 году, а с 2009 года тепловозы стали выпускаться серийно. Всего в период с 2006 по 2016 год было изготовлено 58 тепловозов, включая 55 тепловозов базовой модели 2ТЭ25А и 3 тепловоза модификации 2ТЭ25АМ. Все тепловозы 2ТЭ25А базовой модели находятся в регулярной эксплуатации в депо Тында Дальневосточной железной дороги, а все 2ТЭ25АМ — в депо Калининград Калининградской железной дороги.

## История создания и выпуска

### Предпосылки к созданию
К началу 2000-х годов основой парка магистральных тепловозов в России были тепловозы семейства ТЭ10 и 2ТЭ116, выпускавшиеся на Луганском тепловозостроительном заводе на Украине. Эти локомотивы были созданы ещё в период СССР и в значительной степени устарели морально, а локомотивы первых выпусков к тому же были изношены физически и требовали замены. Применявшиеся на тепловозах ТЭ10 двухтактные дизели 10Д100 значительно проигрывали четырёхтактным по расходу смазочных материалов и уровню выброса вредных веществ. В связи с этим было принято целесообразным обновление парка этих тепловозов на новые, и наряду с закупками на Украине тепловозов 2ТЭ116У, являющихся обновлённой версией 2ТЭ116, соответствующей современным требованиям, было принято решение об организации в России собственного производства тепловозов нового поколения, удовлетворяющих современным требованиям по безопасности, экономичности и удобству в эксплуатации и превосходящих в техническом отношении семейство 2ТЭ116.
Разработка нового семейства магистральных грузовых тепловозов, получившего название ТЭ25, была начата в середине 2000-х годов на Брянском машиностроительном заводе, до этого специализировавшемся на производстве маневровых тепловозов. Для новых тепловозов предполагалось создать новый кузов и кабину машиниста с современной системой управления, в то время как конструкция экипажной части и силовой установки в значительной степени унаследована от тепловозов 2ТЭ116У последних выпусков, выпускаемых на Луганском заводе. Одним из наиболее перспективных направлений развития тепловозостроения было создание тепловоза с электрической передачей переменно-постоянно-переменного тока и асинхронным тяговым приводом. По сравнению с коллекторными двигателями асинхронные позволяли развить большую мощность и были более простыми в обслуживании, но в то же время требовали создания тяговых инверторов, являющихся достаточно сложными электрическими аппаратами.
Ввиду первоначальных затруднений с освоением асинхронного тягового привода перспективного тепловоза и с целью отработки ряда его узлов и агрегатов в производстве, было принято решение о создании грузового тепловоза переходной конструкции, использующего передачу переменно-постоянного тока с коллекторными двигателями и поосным регулированием силы тяги по типу опытного тепловоза 2ТЭ116КМ, а также унифицированную с 2ТЭ116 экипажную часть. В связи с этим для различия тепловозов 2ТЭ25 с коллекторным и асинхронным приводом первые получили наименование серии 2ТЭ25К, а вторые — 2ТЭ25А.

### Выпуск и модификации

#### 2ТЭ25А
В 2005 году Брянский машиностроительный завод выпустил первый тепловоз 2ТЭ25К, а спустя год завод начал сборку первого тепловоза 2ТЭ25А с кузовом аналогичной конструкции. В июле 2006 года тепловоз 2ТЭ25А-001 был собран и отправлен на испытания и демонстрации. С завода он получил окраску белого цвета с наклонными и горизонтальными синими и красными полосами по бокам, стилизованно изображающими российский флаг.

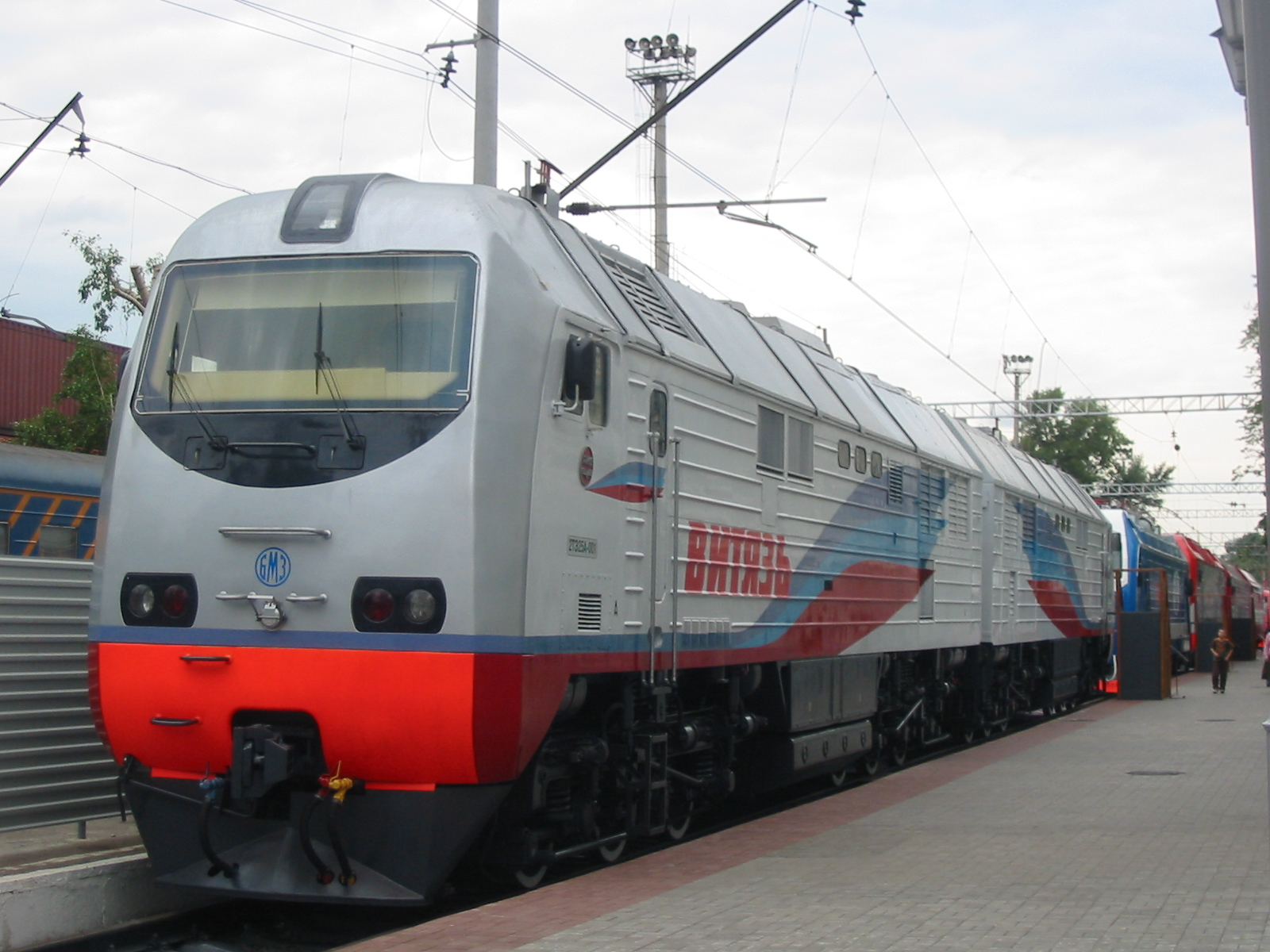
2ТЭ25А-001 на презентации (2007)

В 2008 году РЖД заключило с Брянским заводом предварительное соглашение о дальнейшем производстве ста тепловозов, и в конце лета 2009 была завершена сертификация, что позволяло начать серийное производство. К этому времени завод выпустил установочную партию из 15 тепловозов 2ТЭ25К с коллекторными двигателями, а затем в связи с большей перспективностью применения асинхронных тепловозов перешёл на опытно-серийное производство 2ТЭ25А, не возвращаясь к выпуску 2ТЭ25К. Первоначально было подписано соглашение о производстве 25 тепловозов, стоимость каждого из которых была оценена в 3-3,5 миллиона евро за локомотив.
Серийные тепловозы 2ТЭ25А начиная с номера 002 имели кузов и прожектора несколько изменённой конструкции и более новое оборудование. В дальнейшем в процессе выпуска в их внешний вид, оснащение кабины и применяемое оборудование продолжали вноситься небольшие изменения. Тепловозы с номера 002 по 006 имели окраску из белого, синего и красного цветов с горизонтальными полосами по бокам и оранжевой полосой спереди, а с номера 007 они стали получать корпоративную красно-серую окраску РЖД с преобладанием красного цвета в передней части секции и двух тонов серого в задней части каждой секции по бокам.
С 2011 года объём производства тепловозов был несколько увеличен, однако вопреки первоначальным планам масштабное производство данных локомотивов так и не было начато. Однако с 2015 года объём производства локомотивов вновь снизился ввиду того, что часть электрооборудования для тепловозов поставлялась с Украины, которая после политического кризиса и обострения отношений с Россией прекратило поставки и завод столкнулся с трудностями в выборе альтернативного поставщика. Кроме того, завод перешёл на крупносерийный выпуск тепловозов 2ТЭ25КМ с коллекторными двигателями в связи с прекращением выпуска тепловозов 2ТЭ116У Луганским заводом из-за сложной ситуации на Украине, поскольку РЖД ещё не было готово в полной мере к началу масштабного обновления парка тепловозами с асинхронными двигателями. В 2017 году к осени ни один тепловоз 2ТЭ25А так и не был выпущен.
Всего по состоянию на конец 2016 года выпущено 55 тепловозов 2ТЭ25А. Данные по выпуску тепловозов по годам приведены в таблице:
| Год выпуска | Количество тепловозов | Количество секций | Номера тепловозов |
| ----------- | --------------------- | ----------------- | ----------------- |
| 2006        | 1                     | 2                 | 001               |
| 2009        | 1                     | 2                 | 002               |
| 2010        | 2                     | 4                 | 003—004           |
| 2011        | 6                     | 12                | 005—010           |
| 2012        | 5                     | 10                | 011—015           |
| 2013        | 12                    | 24                | 016—027           |
| 2014        | 16                    | 32                | 028—043           |
| 2015        | 8                     | 16                | 044—051           |
| 2016        | 4                     | 8                 | 052—055           |

#### 2ТЭ25АМ

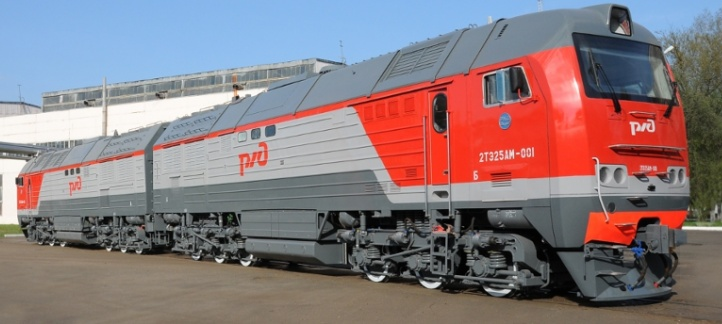
2ТЭ25А^{М}−001

Дальнейшим развитием тепловоза 2ТЭ25А стал тепловоз 2ТЭ25АМ (М — модифицированный). От базовой модели он отличался использованием дизель-генераторной силовой установки немецкого производства с более высокооборотным двадцатицилиндровым дизелем MTU 20V4000R43 и тягового агрегата и немецким тяговым генератором SDV95/50-12+87/10-12 производства фирмы «Lechmotoren». Применение силовой установки зарубежного производства было обусловлено стремлением повысить экономичность тепловоза, улучшить экологические показатели и поднять общую надёжность локомотива. По конструкции механической и в значительной степени электрической части тепловоз был аналогичен серийным 2ТЭ25А. Мощность тепловоза повысилась до 2700 кВт на секцию.
В мае 2012 года Брянский завод выпустил первый тепловоз серии с номером 001, и по завершении его сертификационных испытаний планировалось выпустить установочную партию из 10 локомотивов. Однако в дальнейшем было выпущено лишь два тепловоза в декабре 2013 и апреле 2014 года с номерами 002 и 003 соответственно, в то время как выпуск ещё семи тепловозов был отменён по причине выявления сбоев в работе оборудования при испытаниях на БАМе и необходимости доработки оборудования. От первого тепловоза они отличались немного иной модификацией дизеля R63 вместо R43 и применением украинского тягового генератора А728АУ2 производства Харьковского завода «Электротяжмаш» вместо немецкого.

## Общие сведения
Магистральные тепловозы 2ТЭ25А «Витязь» предназначены для вождения грузовых поездов на магистральных железных дорогах колеи 1520 мм при температуре окружающего воздуха от −50 °С до +40 °С. Они вслед за 2ТЭ25К «Пересвет» являются вторыми представителями нового перспективного семейства магистральных тепловозов ТЭ25 с поосным регулированием тяги, создаваемого Брянским заводом, но в отличие от предшественников имеют асинхронный тяговый привод с электрической передачей переменно-переменного тока. По конструкции механической части тепловозы 2ТЭ25А унифицированы с тепловозами 2ТЭ25К.
Тепловозы 2ТЭ25А позиционируются как перспективная замена для технически изношенных локомотивов серий 2ТЭ10 всех индексов, в первую очередь 2ТЭ10В и 2ТЭ10М с устаревшими двухтактными дизельными двигателями, а в дальнейшем и 2ТЭ116 с четырёхтактными двигателями. На тепловозах 2ТЭ25А применён четырёхтактный 12-цилиндровый дизель 2Д49 производства Коломенского завода, схожий с применяемыми на 2ТЭ25К. На тепловозах 2ТЭ25АМ применяется более мощный и высокооборотный четырёхтактный 20-цилиндровый дизель 20V4000R43 или 20V4000R63 производства MTU.

### Составность
Тепловозы 2ТЭ25А и 2ТЭ25АМ состоят из двух одинаковых однокабинных головных секций. Тепловозы могут сцепляться и работать совместно по системе многих единиц, управляясь из одной кабины машиниста, как целиком (например два двухсекционных тепловоза), так и с одной из секций (двухсекционный тепловоз + секция). При необходимости секции тепловоза могут ограниченно эксплуатироваться в одиночку, однако при этом затрудняется обзор для машиниста.

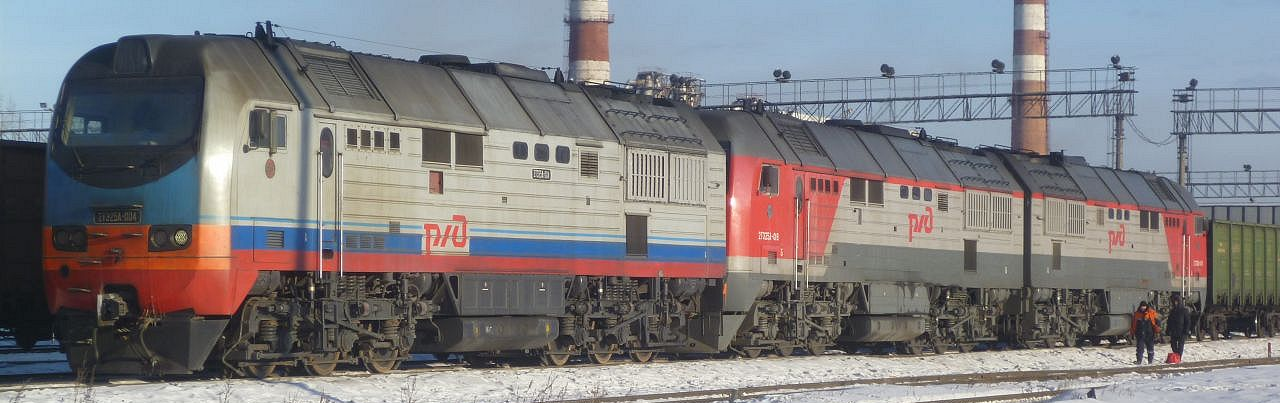
Сцеп 2ТЭ25А-004А+016 в составе трёх секций с разной окраской. У левой секции 004А маркировка выполнена в виде чёрных табличек (по бокам — у машинного отделения), а у более нового тепловоза 016 — нанесена белой краской (по бокам — в зоне кабины)

### Нумерация и маркировка
Тепловозы при выпуске получают трёхзначные номера, начиная с 001, при этом модификация 2ТЭ25АМ имеет свой собственный номерной ряд. Особенностью нумерации всей серии ТЭ25 является то, что тепловозам 2ТЭ25А всех модификаций присваиваются трёхзначные номера, а тепловозам 2ТЭ25К — четырёхзначные. Серия и номер указываются через дефис в формате вида 2ТЭ25А—XXX или 2ТЭ25АМ—XXX, где XXX — номер локомотива в серии.
Маркировка с серией и номером локомотива указывается на лобовой части кабины машиниста по центру чуть выше буферных фонарей, а также по бокам:
- у первого тепловоза 2ТЭ25А-001 обозначение серии и номера на лобовой части отсутствует и указывается только на боковых стенах кабины машиниста под боковыми окнами;[2]
- у тепловозов 2ТЭ25А раннего выпуска с 002 по 006 обозначение серии и номера указывается на специальных табличках чёрного цвета, устанавливавшихся спереди лобовой части и в середине боковых стен секций под окнами машинного отделения;[2]
- у тепловозов 2ТЭ25А c номера 007[2] и 2ТЭ25АМ[6] обозначение серии и номера нанесено краской непосредственно на корпус без использования табличек, при этом боковая маркировка располагается не в зоне машинного отделения, а под боковыми окнами кабины машиниста[2].

Также на боковых стенах на уровне рамы краской наносится буква А или Б для головных секций. Обозначение секции наносится краской на уровне рамы в двух местах — напротив кабины машиниста рядом с входной дверью и напротив холодильной камеры в задней части секции.

### Технические характеристики
Основные характеристики тепловозов семейства ТЭ25 различных индексов, включая ТЭ25А «Витязь» и ТЭ25К «Пересвет» приведены в таблице:
| Параметр                                                         | Параметр                                                         | Значение по моделям тепловоза                   | Значение по моделям тепловоза                   | Значение по моделям тепловоза                   | Значение по моделям тепловоза                   | Значение по моделям тепловоза                   | Значение по моделям тепловоза                   |
| ---------------------------------------------------------------- | ---------------------------------------------------------------- | ----------------------------------------------- | ----------------------------------------------- | ----------------------------------------------- | ----------------------------------------------- | ----------------------------------------------- | ----------------------------------------------- |
| Параметр                                                         | Параметр                                                         | 2ТЭ25А                                          | 2ТЭ25АМ                                         | 2ТЭ25К                                          | 2ТЭ25КМ                                         | 2/3ТЭ25К2М                                      | 2/3ТЭ25К3М                                      |
| Количество секций                                                | Количество секций                                                | 2                                               | 2                                               | 2                                               | 2                                               | 2 или 3                                         | 2 или 3                                         |
| Осевая формула секции                                            | Осевая формула секции                                            | 30—30                                           | 30—30                                           | 30—30                                           | 30—30                                           | 30—30                                           | 30—30                                           |
| Размеры                                                          |                                                                  |                                                 |                                                 |                                                 |                                                 |                                                 |                                                 |
| Габарит                                                          | Габарит                                                          | 1-Т                                             | 1-Т                                             | 1-Т                                             | 1-Т                                             | 1-Т                                             | 1-Т                                             |
| Основные размеры, мм                                             | Длина по осям автосцепок                                         | 2×20 000 (2-секционный) 3×20 000 (3-секционный) | 2×20 000 (2-секционный) 3×20 000 (3-секционный) | 2×20 000 (2-секционный) 3×20 000 (3-секционный) | 2×20 000 (2-секционный) 3×20 000 (3-секционный) | 2×20 000 (2-секционный) 3×20 000 (3-секционный) | 2×20 000 (2-секционный) 3×20 000 (3-секционный) |
| Основные размеры, мм                                             | Ширина по кузову                                                 | 3120                                            | 3120                                            | 3120                                            | 3120                                            | 3120                                            | 3120                                            |
| Основные размеры, мм                                             | Высота крыши от уровня рельс                                     | 5005                                            | 5005                                            | 5020                                            | 5005                                            | 5060                                            | ?                                               |
| Основные размеры, мм                                             | Высота максимальная от уровня рельс по антеннам                  | 5260                                            | 5260                                            | 5260                                            | 5260                                            | 5260                                            | 5260                                            |
| Основные размеры, мм                                             | Высота оси автосцепок от уровня рельс                            | 1060                                            | 1060                                            | 1060                                            | 1060                                            | 1060                                            | 1060                                            |
| Основные размеры, мм                                             | Высота пола                                                      | 1735                                            | 1735                                            | 1735                                            | 1735                                            | 1735                                            | 1735                                            |
| Размеры ходовой части, мм                                        | Полная колёсная база секции                                      | 14 300                                          | 14 300                                          | 14 300                                          | 14 300                                          | 14 300                                          | 14 300                                          |
| Размеры ходовой части, мм                                        | Шкворневая база секции                                           | 11 700                                          | 11 700                                          | 11 700                                          | 11 700                                          | 11 700                                          | 11 700                                          |
| Размеры ходовой части, мм                                        | Колёсная база тележек                                            | 3800                                            | 3800                                            | 3800                                            | 3800                                            | 3800                                            | 3800                                            |
| Размеры ходовой части, мм                                        | Диаметр новых колёс, мм                                          | 1050                                            | 1050                                            | 1050                                            | 1050                                            | 1050                                            | 1050                                            |
| Размеры ходовой части, мм                                        | Ширина колеи                                                     | 1520                                            | 1520                                            | 1520                                            | 1520                                            | 1520                                            | 1520                                            |
| Размеры ходовой части, мм                                        | Минимальный радиус проходимых кривых                             | 125 000 (при 10 км/ч)                           | 125 000 (при 10 км/ч)                           | 125 000 (при 10 км/ч)                           | 125 000 (при 10 км/ч)                           | 125 000 (при 10 км/ч)                           | 125 000 (при 10 км/ч)                           |
| Весовые показатели                                               |                                                                  |                                                 |                                                 |                                                 |                                                 |                                                 |                                                 |
| Рабочая масса секции, т                                          | Рабочая масса секции, т                                          | 144±3                                           | 144±3                                           | 144 ± 3                                         | 144 ± 3                                         | 147±3                                           | 147±3                                           |
| Нагрузка от оси на рельсы, тс                                    | Нагрузка от оси на рельсы, тс                                    | 24,0±0,5                                        | 24,0±0,5                                        | 24,0±0,5                                        | 24,0±0,5                                        | 24,5±0,5                                        | 24,5±0,5                                        |
| Запас топлива на секцию, кг                                      | Запас топлива на секцию, кг                                      | 7000                                            | 7000                                            | 7000                                            | 7000                                            | 7000                                            | 7000                                            |
| Запас песка на секцию, кг                                        | Запас песка на секцию, кг                                        | 1050                                            | 1050                                            | 1200                                            | 1520                                            | 1520                                            | 1520                                            |
| Тягово-энергетические характеристики                             |                                                                  |                                                 |                                                 |                                                 |                                                 |                                                 |                                                 |
| Мощность, кВт (л. с.)                                            | дизеля на секцию                                                 | 2500 (3400)                                     | 2700 (3671)                                     | 2500 (3400)                                     | 2648 (3600)                                     | 3100 (4215)                                     | 2850 (3875)                                     |
| Мощность, кВт (л. с.)                                            | тяговых электродвигателей на секцию                              | 2100 (6×350)                                    | ?                                               | 2100 (6×350)                                    | 2196 (6×366)                                    | 2502 (6×417)                                    | 2364 (6×394)                                    |
| Мощность, кВт (л. с.)                                            | выходная для тепловоза                                           | 4200 (2×2100)                                   | ?                                               | 4200 (2×2100)                                   | 4392 (2×2196)                                   | 5004 / 7506 (2/3×2502)                          | 4728 / 7092 (2/3×2364)                          |
| Предельная сила от автосцепок, не вызывающая деформаций, кН (тс) | Предельная сила от автосцепок, не вызывающая деформаций, кН (тс) | 2450 (250)                                      | 2450 (250)                                      | 2450 (250)                                      | 2450 (250)                                      | 2450 (250)                                      | 2450 (250)                                      |
| Сила тяги, кН (тс)                                               | при трогании                                                     | 2×441,5 (2×45)                                  | 2×441,5 (2×45)                                  | 2×419 (2×42,7)                                  | 2×419,4 (2×42,77)                               | 2/3×428,1 (2/3×43,65)                           | 2/3×419,4 (2/3×42,77)                           |
| Сила тяги, кН (тс)                                               | длительного режима                                               | 2×390 (2×39,8)                                  | 2×390 (2×39,8)                                  | 2×300 (2×30,6)                                  | 2×323,6 (2×33)                                  | 2/3×323,6 (2/3×33)                              | 2/3×323,6 (2/3×33)                              |
| Скорость, км/ч                                                   | длительного режима                                               | 18                                              | 20                                              | 24                                              | 23,6                                            | 27,6                                            | 25,4                                            |
| Скорость, км/ч                                                   | конструкционная                                                  | 120                                             | 120                                             | 100                                             | 100                                             | 100                                             | 100                                             |
| Скорость, км/ч                                                   | эксплуатационная                                                 | 100                                             | 100                                             | 100                                             | 100                                             | 100                                             | 100                                             |
| Мощность реостатного тормоза на секцию, кВт                      | Мощность реостатного тормоза на секцию, кВт                      | 2800                                            | 2800                                            | 2800                                            | 2800                                            | 2800                                            | 2800                                            |
| Длина тормозного пути при максимальной скорости, м               | Длина тормозного пути при максимальной скорости, м               | 1100                                            | 1100                                            | 1100                                            | 1100                                            | 1100                                            | 1100                                            |

## Конструкция

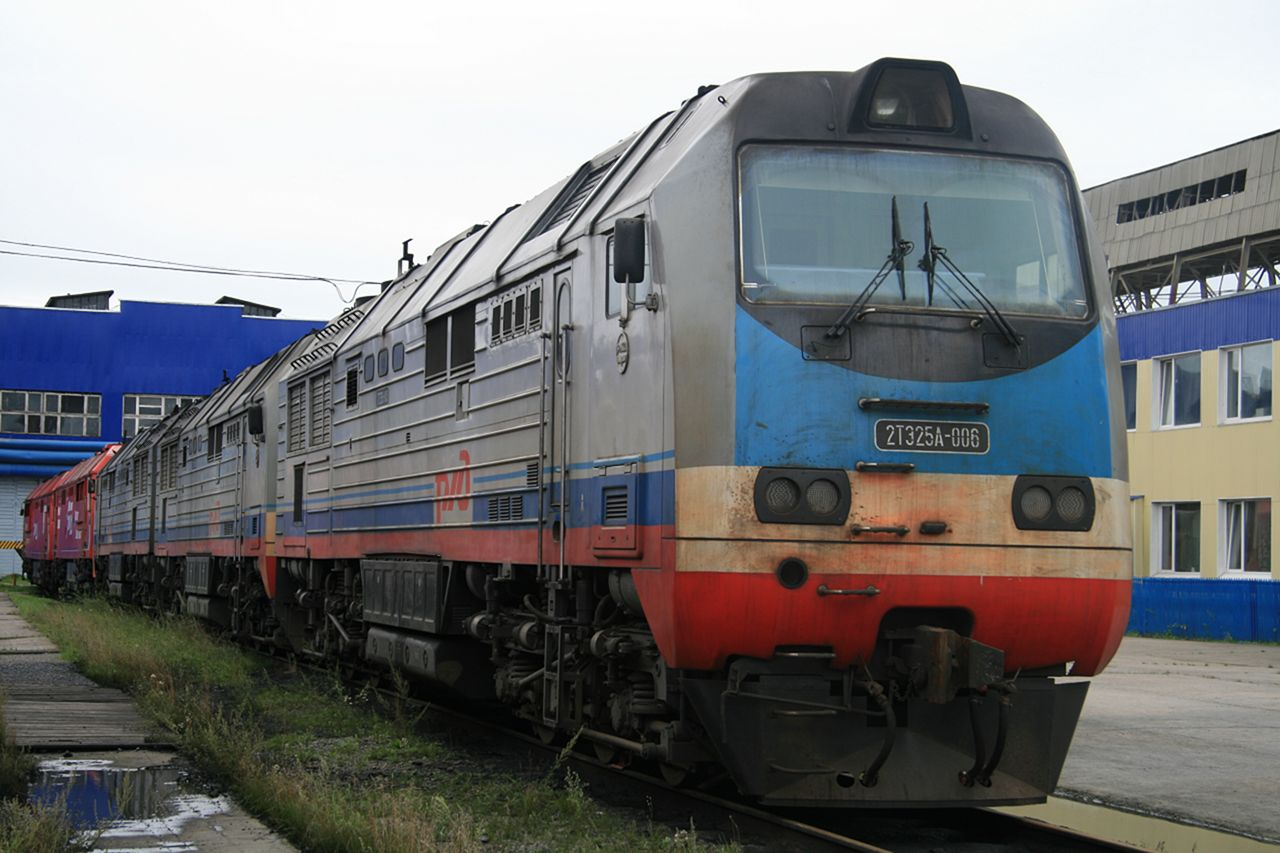
2ТЭ25А-006А+004 в составе трёх секций в трёхцветной окраске российского флага с оранжевым передом и горизонтальными фонарями

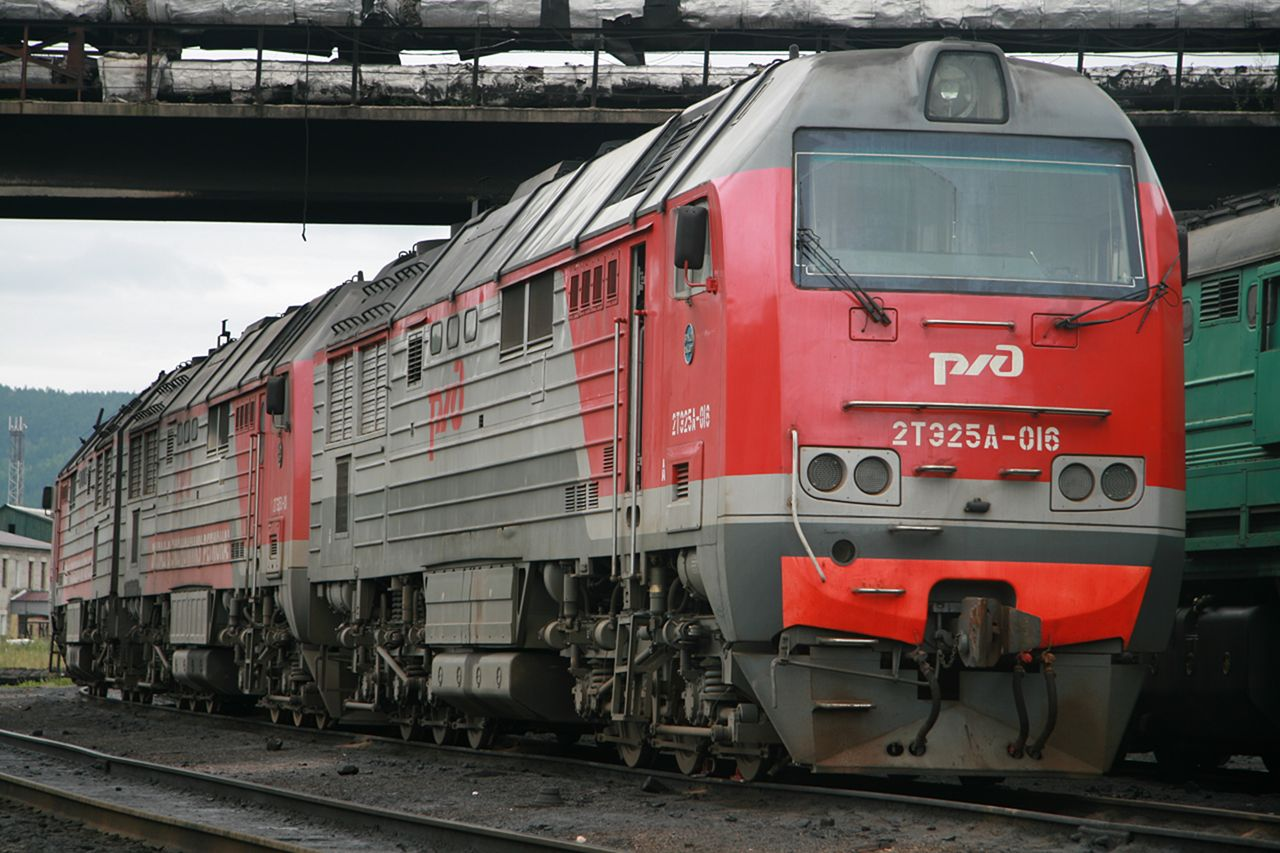
2ТЭ25А-016А+004 в составе трёх секций в красно-серой окраске РЖД с наклонными фонарями

Компоновка тепловоза 2ТЭ25А аналогична локомотиву 2ТЭ25К «Пересвет» такой же мощности с коллекторными тяговыми двигателями.
При разработке нового локомотива использованы современные конструкторские решения: электронная система подачи топлива и перепуска наддувочного воздуха; электродинамический тормоз номинальной мощностью 2x2400 кВт с принудительным охлаждением тормозных резисторов; системы контроля, управления и защиты, выполненная на базе микропроцессорного программно-аппаратного комплекса; винтовой маслонаполненный компрессор повышенной производительности и др.
Установлен модульный дизель-агрегат 21-26ДГ-01, состоящий из 12-цилиндрового дизеля 12ЧН26/26 мощностью 2500 кВт и тягового агрегата АСТГ2 2800/400-1000, смонтированных на общей поддизельной раме с применением упругих амортизаторов.
На тепловозе 2ТЭ25А применены новые трехосные бесчелюстные тележки с двухступенчатым рессорным подвешиванием и радиальной установкой колёсных пар. Асинхронные тяговые двигатели АД917УХЛ1 и ДТА-350Т имеют опорно-осевое маятниковое подвешивание, моторно-осевые подшипники качения с постоянной смазкой.
Управление частотой и амплитудой переменного напряжения, подаваемого на тяговые асинхронные двигатели, осуществляется с помощью преобразовательного блока, состоящего из выпрямителя и инвертора на силовых IGBT ключах.
Тяговые усилия от каждой тележки на кузов секции передаются через низкоопущенный на уровень осей колесных пар шкворневой узел, что увеличивает коэффициент использования сцепного веса локомотива.
Кабина тепловоза представляет собой модульную конструкцию. Для оформления лобовой и крышевой частей кабины использован стеклопластиковый обтекатель. В кабине установлены эргономичные пульт управления, кресла машиниста и помощника на параллелограммных подставках, откидное кресло.
На пульте управления размещены задатчик электронного контроллера, тормозной кран машиниста с дистанционным управлением, кран вспомогательного тормоза, блок БИЛ-УТ системы КЛУБ-У, дисплей для отображения значений контролируемых и диагностируемых параметров. Возможна работа в одно лицо.

## Эксплуатация

### 2ТЭ25А

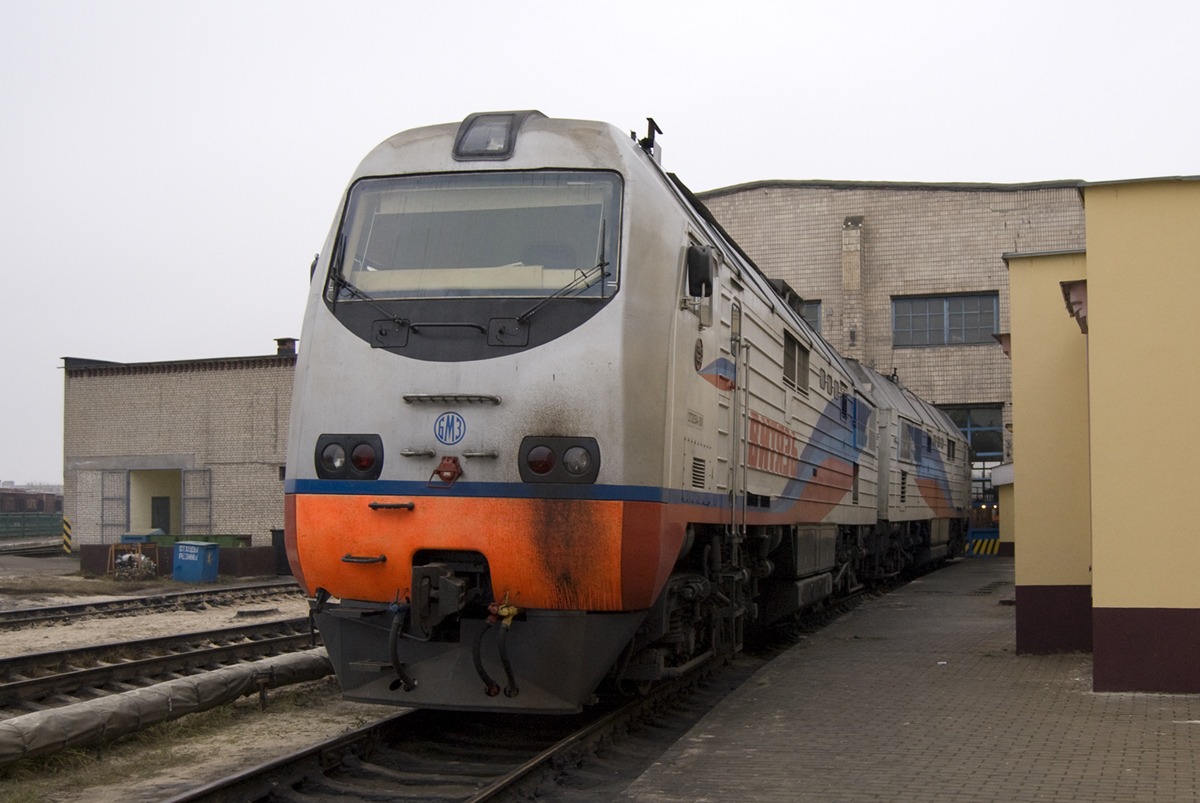
2ТЭ25А-001 в депо Гомель

Первый тепловоз 2ТЭ25А-001 после выпуска был отправлен в Санкт-Петербург, где в августе 2006 года в рамках выставки новой железнодорожной техники в честь дня железнодорожника демонстрировался на путях Московского вокзала, а затем отправился на заводские испытания. В конце 2006 и начале 2007 года тепловоз под руководством ВНИКТИ проходил предварительные испытания в Коломне, а в июне был передан в депо Брянск-Льговский Московской железной дороги для прохождения эксплуатационных испытаний по определению предельных тяговых свойств и испытаний на прочность при пробеге в 5000 км. В конце 2007 года в ходе эксплуатационного пробега тепловоз впервые провёл грузовой поезд весом 7500 тонн, гружёный щебнем, по маршруту Брянск-II — Орёл.
Периодически в перерывах между сериями испытаний на участке Брянск — Орёл тепловоз 2ТЭ25А-001 отправлялся на доработку на заводе, а также демонстрировался на Рижском вокзале Москвы в июле 2007 и 2008 годов. После эксплуатационного пробега по предложениям машинистов были усовершенствованы пульт управления и тормозная система. С марта 2008 года он начал проходить цикл приёмочных и сертификационных испытаний на том же участке. В конце августа 2009 года тепловоз получил сертификат соответствия и продолжил опытную эксплуатацию на том же участке.
Впоследствии в период с 2009 по 2013 год последующие 14 тепловозов 2ТЭ25А с завода также поступали в Брянск и некоторое время работали на участках Брянск — Орёл и Брянск — Гомель (Беларусь) в среднем от полугода до двух лет под контролем специалистов Брянского завода. Некоторое время c 2010 года они эксплуатировались совместно с тепловозами 2ТЭ25К, и на основе выявленных недочётов в эксплуатации и пожеланий машинистов в конструкцию тепловозов обеих серий вносились доработки. Одновременно происходила сертификация установочной серии. В сентябре 2011 года один тепловоз 2ТЭ25А-008 участвовал в параде поездов на кольце ВНИИЖТ в Щербинке в рамках выставки Экспо 1520, а год спустя в другом параде поездов на том же кольце участвовал 2ТЭ25А-012.

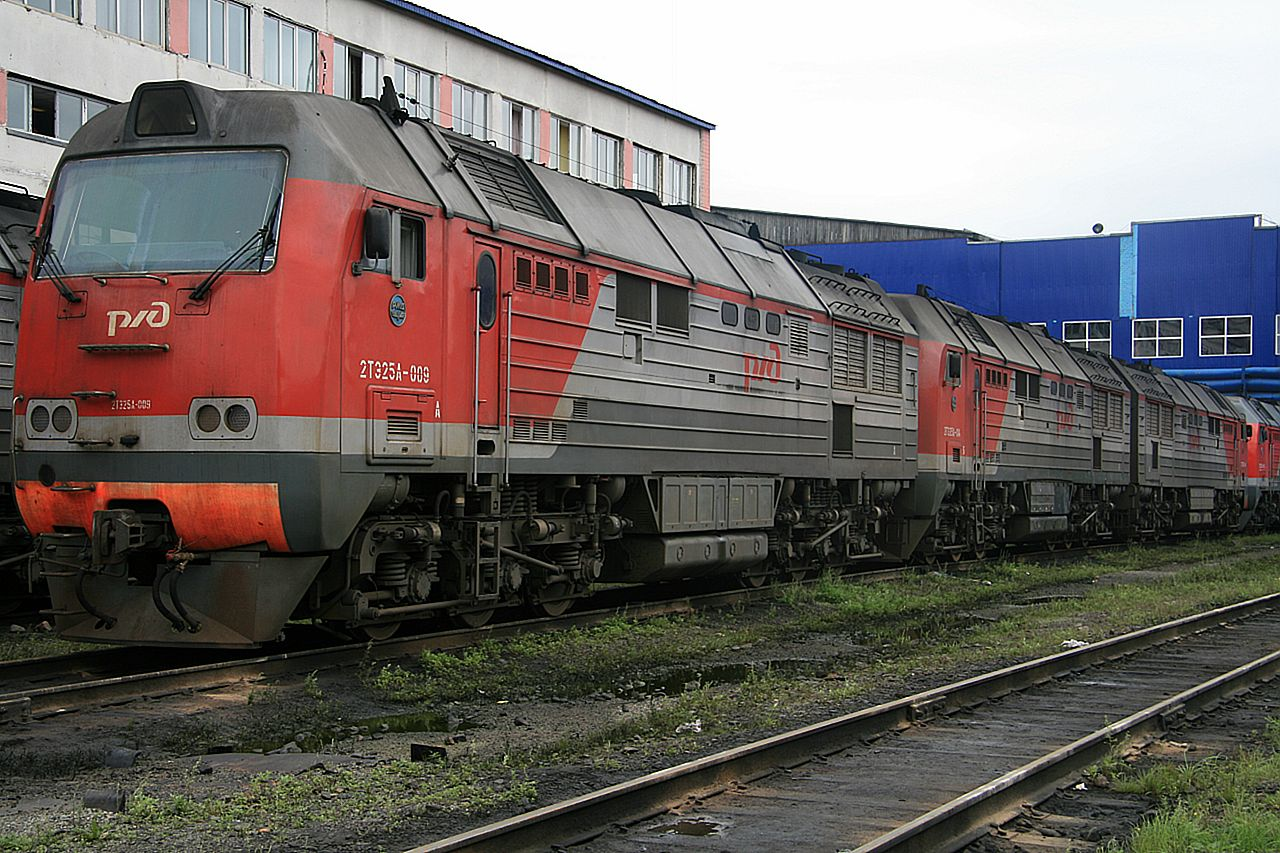
2ТЭ25А-009А+014 в составе трёх секций в депо Тында

С января 2011 года по 2013 год все первые 15 тепловозов постепенно передавались в локомотивное депо Тында Дальневосточной железной дороги в Амурской области, где было решено организовать их эксплуатационную базу с целью испытаний асинхронного тягового привода в горных условиях БАМа со значительными уклонами до 18 ‰ и постепенного замещения неэффективных тепловозов 3ТЭ10М с двухтактными двигателями, эксплуатирующихся в данном депо. Все тепловозы с номера 016 и выше поступали в депо Тында сразу с завода.
В депо Тында тепловозы начали эксплуатационные испытания на наиболее напряжённых участках Восточно-Сибирской и Дальневосточной железных дорог, в ходе которых показали значительно лучшие характеристики в сравнении с ТЭ10М, в том числе примерно на 15 % меньший расход топлива. В ходе испытаний тепловозы в трёхсекционной компоновке провели поезд унифицированной массой 6 тысяч тонн, при этом на наиболее трудном Кузнецовском переввале, где масса составов была ограничена до 4500 тонн и требовалось три трёхсекционных тепловоза 3ТЭ10М, два трёхсекционных сцепа 2ТЭ25А провели состав весом 5050 тонн. Машинисты, управлявшие тепловозом во время пробега, дали ему положительную оценку, внеся при этом ряд предложений по усовершенствованию конструкции и условий обслуживания тепловоза, в том числе по кабине машиниста, аппаратному и дизельному помещениям, холодильной камере.
Со временем однако был выявлен ряд недочётов в конструкции отдельных узлов, часть которых периодически подвергалась изломам и трещинам, что требовало периодического ремонта. По состоянию на начало 2016 года среднесуточное содержание тепловозов 2ТЭ25А в неэксплуатируемом парке депо Тында составляло 8 единиц, 5 из которых не были охвачены ремонтом. Опытные поездки, выполненные с поездами повышенного веса на участках Хани — Тында — Комсомольск-на-Амуре, показали, что после устранения всех замечаний и после внедрения организационно-технических мероприятий тепловозы 2ТЭ25А могут обеспечить существенный прирост веса поезда, а следовательно, и провозной способности Северного широтного хода. Но к настоящему времени проблема в эксплуатации данных тепловозов остаётся открытой: сроки их отладки и серийного выпуска в необходимых объёмах затягиваются и постоянно переносятся.
Первоначально большинство тепловозов 2ТЭ25А работали в составе двух секций и позиционировались как двухсекционная замена трёхсекционного тепловоза 3ТЭ10 за счёт большей мощности и эффективности. Однако с 2013 года было принято решение о повышении веса составов, и большинство тепловозов стало работать в составе трёх секций, для чего часть из них была расцеплена. В связи с этим изначальная двухсекционность локомотивов стала вызывать неудобства в эксплуатации в связи с невозможностью перехода членов локомотивной бригады в одну или две секции во время движения, а часть кабин машиниста оказалась невостребованной. Кроме того, в трёхсекционном исполнении данная машина приближается к ограничениям по усилиям, создаваемым на автосцепке первого вагона: при трогании с места тяга каждой секции составляет 45 тс, что в сумме значительно превышает установленную норму в 95 тс. Данная проблема решается микропроцессорной системой управления, ограничивающей максимальную силу тяги независимо от действий машиниста, но эффективность использования мощности тепловоза, несомненно, снижается.
Также в ходе эксплуатации на БАМе тепловозы 2ТЭ25А не могли в полной мере развить свой потенциал из-за того, что они были оснащены тяговыми редукторами в исполнении для скоростного вождения грузовых составов на равнинной местности со скоростью до 120 км/ч. В то же время в условиях БАМа из-за обилия кривых, подъёмов и состояния пути в большей степени подошли бы редукторы с иным передаточным числом для вождения составов с меньшей скоростью и большей силой тяги, поскольку разрешённая скорость движения на большинстве участков редко превышает 60 км/ч, а тяговые возможности машины в зоне критических скоростей, с которыми составы проходят крутые подъёмы, ограничены. Тем не менее тепловозы продолжили работу на БАМе и модификации не подвергались.

### 2ТЭ25АМ
Опытный тепловоз 2ТЭ25АМ−001 после заводских испытаний поступил в депо Брянск-Льговский для эксплуатационных испытаний и прохождения тестового пробега в 5000 км на участках Брянск—Орёл и Брянск—Гомель. В ходе испытаний тепловоз продемонстрировал экономическую эффективность в сравнении с 2ТЭ25А: при увеличении мощности с 2500 кВт до 2700 кВт расход топлива снизился в среднем на 6 %, а также имел меньший уровень выброса выхлопных газов. В сентябре 2013 года он участвовал в очередном параде поездов на кольце ВНИИЖТ в Щербинке в рамках выставки Экспо 1520 в составе с двумя полувагонами. В конце года были завершены его сертификационные испытания.
В начале 2014 года тепловоз 002 с завода был отправлен для опытной эксплуатации в депо Тында для изучения работы локомотива в условиях горной местности, в том числе в зимнее время, и сравнения с тепловозами базовой модели. Изначально предполагалось, что в депо поступит ещё 7 подобных машин. Однако в ходе испытаний локомотива 002 были выявлены проблемы: произошёл отказ тягового привода и вспомогательных генераторов, отмечались недопустимо низкие снижения напряжения из-за уменьшенной по сравнению с базовой моделью ёмкостью аккумуляторной батареи, а также возникали сбои в работе системы обогрева, обеспечивающей достижение оптимальной температуры теплоносителей дизеля перед запуском. В итоге спустя полгода тепловоз отправили обратно на доработку в Брянск и отказались от получения аналогичных машин. Тепловоз поступил в депо Брянск-Льговский для опытной эксплуатации на МЖД под контролем специалистов завода, куда пришёл и тепловоз 003. Летом 2016 года все три тепловоза проходили одиночную обкатку на Малом кольце МЖД, но впоследствии были отправлены на доработку. Затем до конца лета 2018 года они работали на участках Брянск — Орёл и Брянск — Гомель.
В конце августа — начале сентября 2018 года тепловоз 003 был передан на Калининградскую железную дорогe в депо Калининград для возможности вождения тяжёлых грузовых составов одним локомотивом. В конце октября того же года он провёл гружёный состав из 80 вагонов весом 7,9 тысяч тонн на участке Советск — Калининград — Дзержинская-Новая, что позволило поднять весовую норму для грузовых поездов на этом участке, и начал регулярную эксплуатацию. В марте 2019 года в Калининград прибыли и два остальных тепловоза.

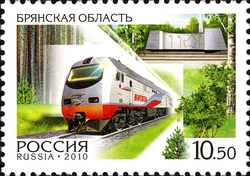
Тепловоз 2ТЭ25А-001 на марке 2010 года, посвящённой Брянской области, 2010 год, № 1425

Перспективы дальнейшего поступления тепловозов 2ТЭ25АМ на Байкало-Амурскую магистраль, как и 2ТЭ25А, остаются неясными из-за наличия ряда мелких недоработок и проблемами с поставками комплектующих. По состоянию на конец 2010-х годов вместо них решено использовать тепловозы 3ТЭ25К2М в трёхсекционном исполнении с коллекторным тяговым приводом, оборудованных ещё более мощным дизелем (3100 кВт) для вождения поездов увеличенного веса до 7100 тонн.

## Критика
Глава «Российских железных дорог» Олег Белозеров в письме министру промышленности Денису Мантурову в мае 2021 года указал на низкое качество тепловозов серий 2ТЭ25А «Витязь», 2ТЭ25КМ и 3ТЭ25К2М. Их необходимая надежность не достигается из-за конструктивных недостатков и неритмичной работы сервисной компании. При эксплуатации этих тепловозов на БАМе были зафиксированы массовые случаи неисправностей тяговых электродвигателей, вызвавшие многочасовые перерывы в движении поездов.

### Фотогалереи
- Список подвижного состава 2ТЭ25А. (фотогалерея и приписка). TrainPix. Дата обращения: 21 июня 2019. Архивировано 14 декабря 2018 года.
- Список подвижного состава 2ТЭ25АМ. (фотогалерея и приписка). TrainPix. Дата обращения: 21 июня 2019. Архивировано 12 февраля 2019 года.
- Список подвижного состава 2ТЭ25А. Дата обращения: 12 июня 2017. Архивировано 13 июня 2017 года. и 2ТЭ25АМ. (фотогалерея и приписка). TrainPhoto.org.ua. Дата обращения: 4 июня 2017. Архивировано 13 июня 2017 года.
- Фотогалерея тепловозов 2ТЭ25А и 2ТЭ25АМ. «Паровоз ИС».
- Фотогалерея 2ТЭ25А и 2ТЭ25АМ. Photo RZD. Дата обращения: 12 июня 2017. Архивировано 21 января 2018 года.
- Фотогалерея 2ТЭ25А. и 2ТЭ25АМ. TrainPhoto.ru.